# ストラッチャテッラ (ジェラート)

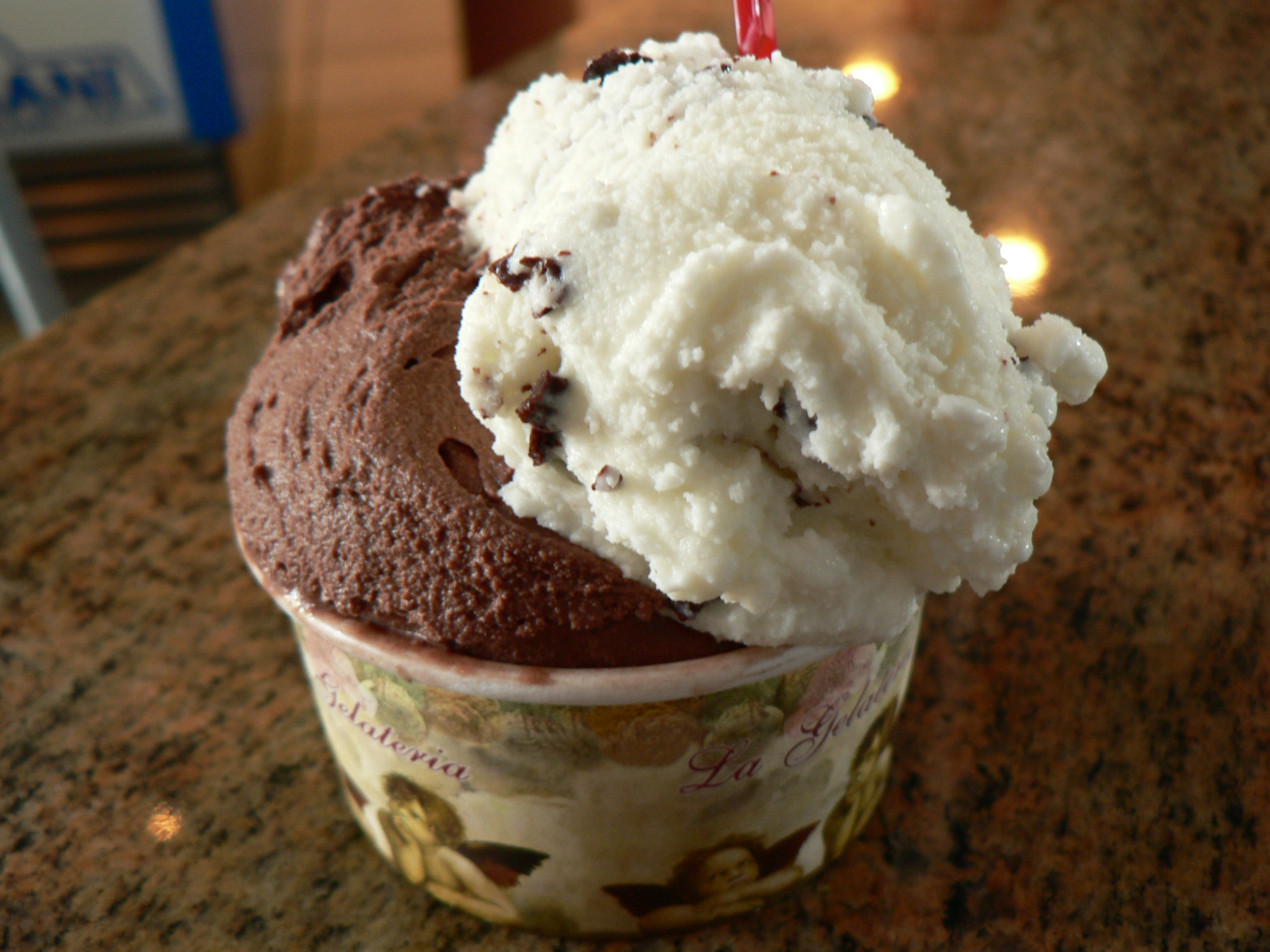
チョコレートジェラートとストラッチャテッラ

ストラッチャテッラ（イタリア語: Stracciatella）は、イタリアンジェラートの定番の味のひとつ。ミルク味のジェラートに細かく引き裂かれるように入ったチョコレートが特徴。日本では「チョコレートチップ」とも説明される。
イタリアロンバルディア州ベルガモのリストランテ「ラ・マリアンナ（La Marianna）」が発祥とされる。